# Chapelle Saint-Charles d'Asnières-sur-Seine
La chapelle Saint-Charles est un lieu de culte catholique à Asnières-sur-Seine. Elle est située à l'intersection de la rue Roger-Campestre, de la rue Pilaudo et de l'avenue de la Lauzière. Le parvis de l'église est appelé place Saint-Charles.

## Histoire
La chapelle Saint-Charles fut construite en 1889, sur un terrain offert par Mmes veuve Tricotel et Liébaut. Elle relevait à l'origine de la paroisse Sainte-Geneviève et aujourd'hui de celle de Saint-Maurice-de-Bécon.

## Description

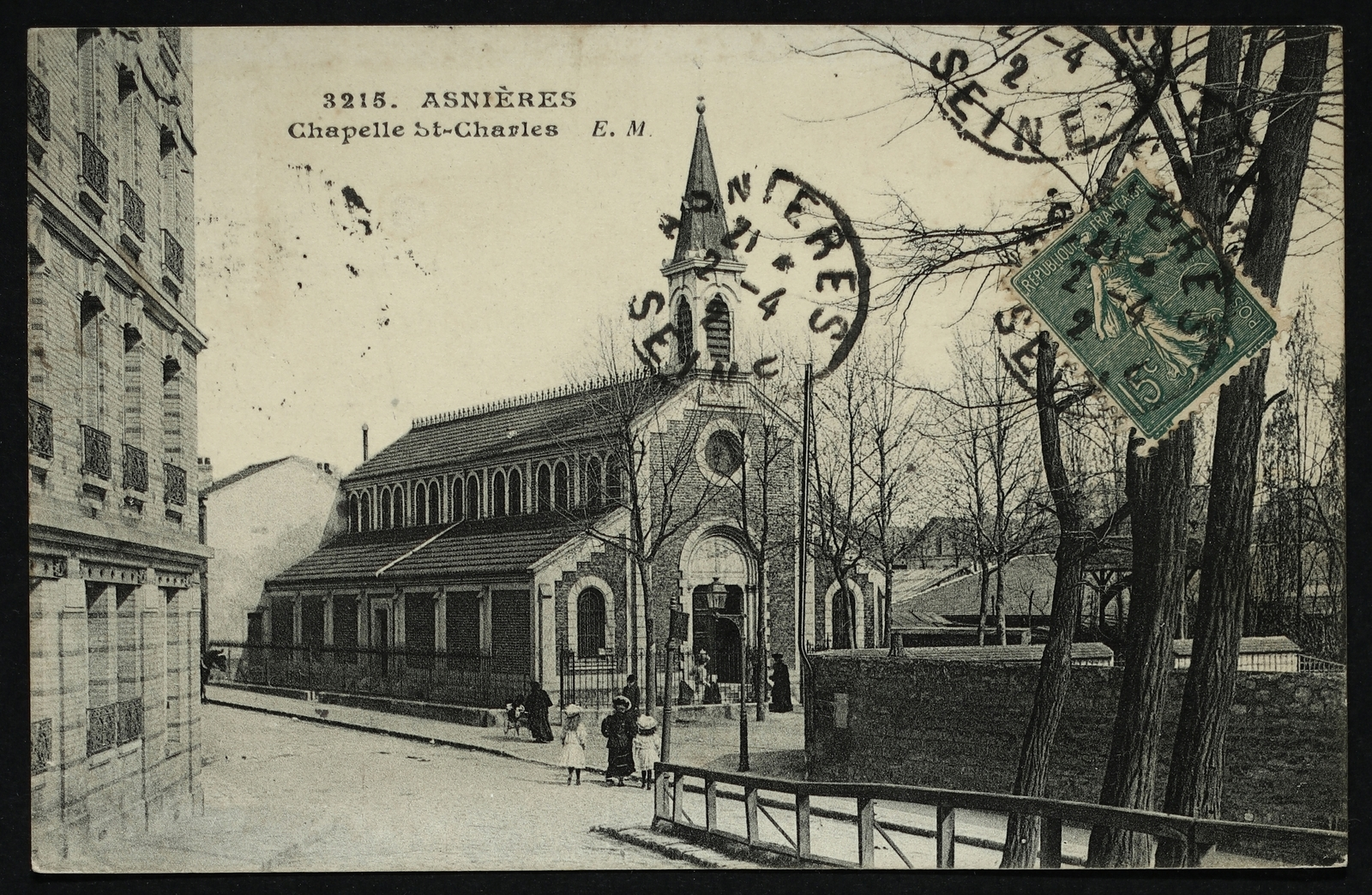
Chapelle Saint-Charles vue de la rue Auguste-Bailly.

C'est un édifice aux murs en brique et en pierre, à la charpente métallique. Le toit est couvert de tuiles mécaniques et d'ardoises.
La nef est orientée vers le Nord-Est. Le clocher surmonte la façade.
La maçonnerie a été réalisée par l'entreprise Portier de Gennevilliers. Elle est inscrite à l'Inventaire général du patrimoine culturel d'Île-de-France en 1996.

## Paroisse
La chapelle fait partie intégrante de la paroisse Saint-Maurice-de-Bécon (diocèse catholique de Nanterre).

Le dimanche matin, elle est prêtée à la paroisse Saint-Jean de San Francisco, de l'Église orthodoxe de Serbie.

## Pour approfondir